# داميان كودزيور
داميان كودزيور (مواليد 16 يونيو 1992) هو لاعب كرة قدم بولندي يلعب في مركز الجناح في نادي بياست غليفيتسه.

## وصلات خارجية
- داميان كودزيور على موقع الاتحاد الأوربي (الإنجليزية)
- داميان كودزيور على موقع اتحاد تركيا (لاعب) (الإنجليزية)
- داميان كودزيور على موقع قاعدة بيانات كرة القدم.إي يو (الإنجليزية)
- داميان كودزيور على موقع ليكيب (الفرنسية)
- داميان كودزيور على موقع ناشيونال فوتبول تيمز (الإنجليزية)
- داميان كودزيور على موقع Soccerway.com (الإنجليزية)